# Панамская чёрная кошачья акула
Панамская чёрная кошачья акула (лат. Apristurus stenseni) — один из видов рода чёрных кошачьих акул (Apristurus), семейство кошачьих акул (Scyliorhinidae).

## Ареал
Это малоизученный вид, обитающий в восточной части Тихого океана у берегов Панамы на глубине 915—975 м.

## Биология
Максимальный зафиксированный размер 23 см. Самцы достигают половой зрелости при длине 20,8 см. Размножается, откладывая яйца.

## Взаимодействие с человеком
Данных для оценки состояния сохранности вида недостаточно